# Swiss Open Gstaad 2021 - Qualificazioni singolare
Le qualificazioni del singolare del Swiss Open Gstaad 2021 sono state un torneo di tennis preliminare per accedere alla fase finale della manifestazione. I vincitori dell'ultimo turno sono entrati di diritto nel tabellone principale. In caso di ritiro di uno o più giocatori aventi diritto, a questi sono subentrati i Lucky loser, ossia i giocatori che hanno perso nell'ultimo turno ma che avevano una classifica più alta rispetto agli altri partecipanti che avevano comunque perso nel turno finale.

## Teste di serie
1. Oscar Otte (qualificato)
2. Kacper Zuk (ultimo turno)
3. Enzo Couacaud (ultimo turno)
4. Steven Diez (ultimo turno)

1. Ernests Gulbis (primo turno)
2. Maximilian Marterer (primo turno)
3. Aleksandar Vukic (primo turno)
4. Roberto Marcora (ultimo turno)

### Qualificati
1. Oscar Otte
2. Sandro Ehrat

1. Vit Kopriva
2. Zizou Bergs

## Tabellone

### Legenda
| - Q = Qualificato - WC = Wild card - LL = Lucky loser | - ALT = Alternate - SE = Special Exempt - PR = Protected Ranking | - w/o = Walkover - r = Ritirato - d = Squalificato |

### Sezione 1
|  | Primo turno | Primo turno       | Primo turno       | Primo turno | Primo turno |  |  | Ultimo turno | Ultimo turno    | Ultimo turno    | Ultimo turno | Ultimo turno |  |
|  |             |                   |                   |             |             |  |  |              |                 |                 |              |              |  |
|  | 1           | Oscar Otte        | Oscar Otte        | 6           | 6           |  |  |              |                 |                 |              |              |  |
|  |             | Andrea Pellegrino | Andrea Pellegrino | 2           | 4           |  |  | 1            | Oscar Otte      | Oscar Otte      | 6            | 6            |  |
|  | Alt         | Gonzalo Escobar   | 6                 | 4           | 6           |  |  | 8            | Roberto Marcora | Roberto Marcora | 4            | 3            |  |
|  | 8           | Roberto Marcora   | 1                 | 6           | 7           |  |  |              |                 |                 |              |              |  |

### Sezione 2
|  | Primo turno | Primo turno      | Primo turno    | Primo turno | Primo turno |  |  | Ultimo turno | Ultimo turno | Ultimo turno | Ultimo turno | Ultimo turno |  |
|  |             |                  |                |             |             |  |  |              |              |              |              |              |  |
|  | 2           | Kacper Zuk       | 6              | 3           | 6           |  |  |              |              |              |              |              |  |
|  | Alt         | Andrea Vavassori | 3              | 6           | 2           |  |  | 2            | Kacper Zuk   | 6            | 4            | 2            |  |
|  | WC          | Sandro Ehrat     | Sandro Ehrat   | 6           | 6           |  |  | WC           | Sandro Ehrat | 2            | 6            | 6            |  |
|  | 5           | Ernests Gulbis   | Ernests Gulbis | 3           | 4           |  |  |              |              |              |              |              |  |

### Sezione 3
|  | Primo turno | Primo turno         | Primo turno         | Primo turno | Primo turno |  |  | Ultimo turno | Ultimo turno  | Ultimo turno | Ultimo turno | Ultimo turno |  |
|  |             |                     |                     |             |             |  |  |              |               |              |              |              |  |
|  | 3           | Enzo Couacaud       | Enzo Couacaud       | 6           | 6           |  |  |              |               |              |              |              |  |
|  |             | Pedro Sakamoto      | Pedro Sakamoto      | 1           | 3           |  |  | 3            | Enzo Couacaud | 6            | 65           | 4            |  |
|  |             | Vit Kopriva         | Vit Kopriva         | 6           | 6           |  |  |              | Vit Kopriva   | 2            | 7            | 6            |  |
|  | 6           | Maximilian Marterer | Maximilian Marterer | 2           | 3           |  |  |              |               |              |              |              |  |

### Sezione 4
|  | Primo turno | Primo turno      | Primo turno      | Primo turno | Primo turno |  |  | Ultimo turno | Ultimo turno | Ultimo turno | Ultimo turno | Ultimo turno |  |
|  |             |                  |                  |             |             |  |  |              |              |              |              |              |  |
|  | 4           | Steven Diez      | Steven Diez      | 6           | 6           |  |  |              |              |              |              |              |  |
|  | WC          | Damien Wenger    | Damien Wenger    | 2           | 4           |  |  | 4            | Steven Diez  | Steven Diez  | 65           | 4            |  |
|  |             | Zizou Bergs      | Zizou Bergs      | 7           | 6           |  |  |              | Zizou Bergs  | Zizou Bergs  | 7            | 6            |  |
|  | 7           | Aleksandar Vukic | Aleksandar Vukic | 65          | 3           |  |  |              |              |              |              |              |  |